# Anita Márton
Anita Márton (Szeged, Hongria, 15 de gener de 1989) és una atleta hongaresa, especialista en la prova de llançament de pes, amb la qual ha aconseguit ser subcampiona mundial en 2017.

## Carrera esportiva
El seu major èxit ho va aconseguir en el Mundial de Londres 2017 on va guanyar la medalla de plata en llançament de pes, quedant per darrere de la xinesa Gong Lijiao i per davant de la nord-americana Michelle Carter.